# Valentin Sibbern
Valentin Christian Wilhelm Sibbern, född den 9 september 1779 på familjens stamgods Vernekloster, Rygge härad, Smaalenenes amt, död den 1 januari 1853 på Carlberg, Rygge härad, var en norsk statsman, far till Carl och Georg Sibbern.
Sibbern blev officer 1796, tog juridisk ämbetsexamen 1801 och avancerade till major 1812. Han representerade Akershusiska jägarkåren i riksförsamlingen i Eidsvold 1814 och ansågs där tillhöra greve Wedels unionsvänliga parti, deltog senare under året i urtima stortinget och var medlem av den kommitté, som underhandlade med de svenska kommissarierna.
Sibbern lämnade samma år militärtjänsten och var 1814-1830 amtmand i Smaalenenes amt, sedan 1822 därjämte stiftsamtmand i Akershus amt. Han deltog i alla storting ända till 1824 och var president från 1818 i såväl stortinget som lagtinget, ledamot av riksrätten 1815-1816 och (som president) 1821 mot greve Wedel.
Den 8 november 1830-30 april 1850 var Sibbern statsråd. Flera gånger hade statsministerposten i norska regeringens statsrådsavdelning i Stockholm erbjudits honom, men han avböjde; 1852 var han dock under Oscar I:s utländska resa norsk medlem av interimsregeringen. Sibberns dagbok från riksförsamlingen på Eidsvold 1814 är tryckt i "Norsk historisk tidsskrift" (ser. 1, bd 1, 1871).